# Meeting Lille Métropole

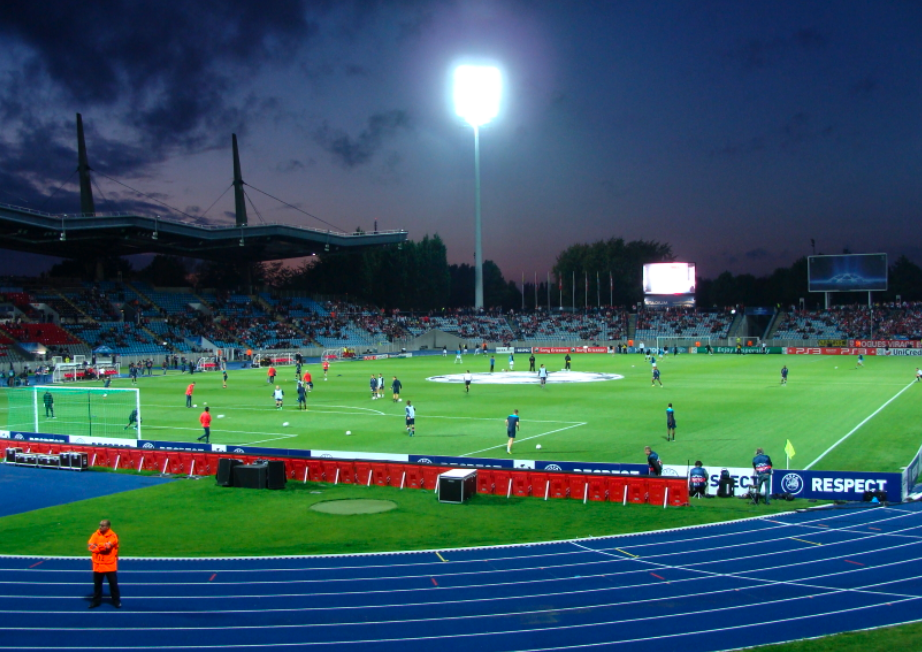
infrastructure du meeting

Le Meeting Lille Métropole est un meeting international d'athlétisme qui se déroule annuellement au Stadium Nord Lille Métropole à Villeneuve-d'Ascq en France. Il figure au programme de l'Alma Athlé Tour et fait partie de la catégorie Outdoor Premium Meeting de l'EAA, la catégorie la plus prestigieuse des meetings organisés au niveau européen.

## Histoire
En 1988, le stade Charléty, qui accueillait alors le meeting parisien, entre en travaux. Le meeting est alors organisé au stadium de Villeneuve-d'Ascq jusqu'en 1994.
En 1995, après le retour du meeting parisien à Charléty, un nouveau meeting est créé, reconnu dès sa première année par l'IAAF. D’abord baptisé Meeting du Nord, puis meeting open Gaz de France puis Open du Nord, il prend son nom actuel, en référence à son principal partenaire, la Communauté Urbaine de Lille, en 2003.
En 2010, il est le deuxième meeting le plus important de France derrière le meeting Areva de Paris. Il fait également partie d'un des meetings les plus importants au niveau européen.

## Édition 2010
Le meeting eut lieu le mardi 24 août 2010 et fut la dernière étape de l'Alma Athlé Tour.
Parmi les athlètes présents : Christophe Lemaitre, Martial Mbandjock, Mike Rodgers, Christine Arron, David Neville, Felix Sanchez, Bouabdellah Tahri, Mahiedine Mekhissi, Renaud Lavillenie, Romain Mesnil, Derek Miles, Teddy Tamgho, Romain Barras.

## Édition 2012
Le meeting eut lieu le 9 juin 2012 et fut la 2e étape du Pro Athlé Tour. Parmi les athlètes présents : Jimmy Vicaut, Myriam Soumaré, Murielle Ahouré, Gloria Asumnu, Christian Malcolm, Kévin Borlée, Yannick Fonsat, Jonathan Borlée, Pierre-Ambroise Bosse, Mohammed Aman, Zahra Bouras, Maryna Arzamasava, Andrew Baddeley, Yohan Durand, Paul Kipsiele Koech, Yohann Diniz, Renaud Lavillenie, Łukasz Michalski, Virgilijus Alekna, Éloyse Lesueur, Anita Włodarczyk.